# جلوة مسننة الرأس
الجلوة مسننة الرأس أو المردن مسنن الرأس (باللاتينية: Atractylis serratuloides) نوع نباتي يتبع جنس الجلوة من الفصيلة النجمية.

## الموئل والانتشار
ينتشر في المشرق العربي ووادي النيل المغرب العربي.